# 格鲁布斯检验法
格拉布斯检验法（Grubbs's test），有时也被称为最大归一化残差检验，是一种在统计学中用于分析异常值的方法，因发明者弗兰克·E·格拉布斯而得名。

## 定义
格拉布斯检验法基于数据服从正态分布的假设，用于检验单变量数据集内的离群值。因此，在使用格拉布斯检验法时，必须先检验数据的分布是否可以用正态分布进行近似。
格拉布斯检验法定义于如下假设之上：
H0：数据集中没有异常值；
Ha：数据集中只有一个异常值。
定义格拉布斯检验统计量为：
{\displaystyle G={\frac {\displaystyle \max _{i=1,\ldots ,N}\left\vert X_{i}-{\bar {X}}\right\vert }{s}}}
其中，{\displaystyle {\overline {X}}}和{\displaystyle s}分别指代的是样本的均值和标准偏差。
如果采用双边检验的方法，则格拉布斯检验可按照以下步骤进行：
将数据集中的{\displaystyle n}个数值由最小排列到最大，则最小值{\displaystyle X_{1}}或最大值{\displaystyle X_{n}}为可能的可疑数值。若要检验最小值是否为离群值，则可以按如下公式计算：
{\displaystyle G={\frac {{\bar {X}}-X_{1}}{s}}}
检验最大值时，则为：
{\displaystyle G={\frac {X_{n}-{\bar {X}}}{s}}}
对该双边检验，若下式成立，则在置信度为{\displaystyle \alpha }处，无偏差值的假设不成立：
{\displaystyle G>{\frac {N-1}{\sqrt {N}}}{\sqrt {\frac {t_{\alpha /(2N),N-2}^{2}}{N-2+t_{\alpha /(2N),N-2}^{2}}}}}
其中，{\displaystyle {t_{\alpha /(2N),N-2}^{2}}}表示t-分布中当自由度为{\displaystyle N-2}、显著性水平为{\displaystyle {\frac {\alpha }{2N}}}时的上临界值。如果采用单边检验方式，则应该将显著性水平改为{\displaystyle {\frac {\alpha }{N}}}。

## 延伸阅读
- Grubbs, Frank. . Technometrics (Technometrics, Vol. 11, No. 1). February 1969, 11 (1): 1–21. JSTOR 1266761. doi:10.2307/1266761.
- Stefansky, W. . Technometrics (Technometrics, Vol. 14, No. 2). 1972, 14 (2): 469–479. JSTOR 1267436. doi:10.2307/1267436.